# 真田幸綱
真田 幸綱（さなだ ゆきつな） / 真田 幸隆（さなだ ゆきたか、こうりゅう）は、戦国時代の武将。信濃の在地領主で、甲斐国の戦国大名である武田氏の家臣。息子三人と共に、武田二十四将にも数えられる。
幼名は次郎三郎、通称は源太左衛門、剃髪して一徳斎と号す。諸系図では幸隆と記されるが、確実な同時代史料においては幸綱と記され、また子に“隆”を通字とする者がまったく居ない事などから、永禄5年頃までは幸綱と名乗り、幸隆は晩年に改めたものであると考えられている
。「幸隆」の名に関して、『高野山蓮華定院過去帳』では一徳斎の道号に伴い「一徳斎幸隆」と記されており、道号は原則として音読みされることから、「幸隆」の読みは「こうりゅう」であるとも考えられている。
出身は信濃小県郡の名族海野氏で、海野平合戦でいったん所領を失うが信濃に侵攻した武田晴信に仕えて旧領真田本城(松尾城)(長野県小県郡真田町)を回復。以後も武田家の信濃先方衆として活躍し、後の真田氏の礎を築いた。

## 生涯
信濃国小県郡（現在の長野県東御市）の豪族・海野棟綱の子、あるいは棟綱の娘婿真田頼昌の子として生まれたとされている。幸綱の出自については様々な家系図とともに諸説あり、真田氏自体も幸綱以前の記録が少ないとはいえ存在しているため、真田頼昌を棟綱の娘婿とする説や、海野棟綱の子である幸綱が頼昌の養子になったなど、様々な見解があり確定していない。

### 上野国へ亡命
甲斐国では守護武田氏による国内統一が行われ信濃への進出を開始しており、武田信虎は天文10年（1541年）に同盟関係にある信濃諏訪郡の諏訪頼重や、信濃小県郡の村上義清と共に信濃小県郡・佐久郡へ侵攻する。同年5月23日の海野平の戦いにより海野一族は敗北して上野国へ亡命している。幸綱が合戦に参加していたことを示す史料は無いものの、共に箕輪城主・長野業正を頼って上野に逃れている。
武田信虎は海野平合戦から帰国した同年6月14日に嫡男・武田晴信（信玄）により駿河へ追放され、晴信が家督を継承する。晴信はまず天文11年（1542年）に独断で関東管領の上杉憲政と和睦して領地を割譲した諏訪頼重を滅ぼすと、本格的な佐久・小県郡侵攻を再開する。

### 旧領回復時期
幸綱は晴信期の武田氏に帰属して旧領を回復しているが、その帰属時期は諸説ある。『高白斎記』に拠れば、幸綱は調略を用いて佐久で抵抗を続ける望月氏の一部を武田氏方に臣従させたという。江戸時代初期の『甲陽軍鑑』に拠れば、天文17年（1548年）の上田原の戦いに板垣信方の脇備として参戦している。一方、江戸時代に成立した真田家史料では、『真武内伝』が天文13年説とともに武田家の足軽大将である山本勘助（菅助）の推挙があったとする伝承を伝え、『沼田記』が天文14年説、『滋野世記』が天文15年説を伝えている。初期の軍役は10騎程度と推定する説があり動員兵力は300 - 400人程度と考えられるが功名を重ねた後年は200騎程であっただろうとされている。
近年の研究では、猪坂直一は諏訪氏の娘（諏訪御料人）が武田晴信の側室となる際に、同じ滋野一族の禰津氏の養女となっていることから禰津氏が幸綱を推挙したと推測して天文12年説を提唱し、柴辻俊六は武田の佐久侵攻と平行して相模の後北条氏が関東へ侵攻し、関東管領である上杉憲政を天文15年（1546年）4月に河越夜戦で上杉氏勢を上野国から駆逐していることから、幸綱の帰属を天文15年としている。笹本正治は天文17年の上田原の戦い敗戦を契機に、晴信が村上義清対策に人材を求めてそれに応じた、或いは自分から売り込んだのが幸綱であったと推測している。

### 武田氏へ臣従
武田氏臣従した後は、信濃先方衆として軍役を務め、村上義清方の望月氏の調略などを行っている。天文19年（1550年）7月には小県郡諏訪に知行を約束されており、同年9月の戸石城（砥石城）攻めは幸綱の要請にもよるものと言われている。戸石城攻めで幸綱は村上方の清野氏や寺尾氏などを調略するが、戸石崩れ（砥石崩れ）と呼ばれる大敗で一時は失敗する。
天文20年（1551年）に再び戸石城攻めが行われ、『高白斎記』に拠れば幸綱の調略で同年5月26日に城はわずか1日で攻略されたという。

### 第一次川中島合戦
天文22年（1553年）、葛尾城が落城した村上義清は越後国へ逃れ、幸綱は旧領を完全に回復する。義清は越後国の長尾景虎（上杉謙信）を頼り、甲越両国は信濃の領有を巡って対峙し、川中島の戦いを展開することとなる。幸綱は対長尾氏（上杉氏）の最前線に置かれることとなり、引き続き真田本城を本拠地とし、戸石城番を兼ねた。
この頃、関東へ進出した後北条氏は上野国で上杉憲政を庇護した長尾景虎と対峙するが、幸綱は天文23年（1554年）に甲相駿三国同盟に基づく北条氏康の吾妻郡在城を求める出兵要請を受けており、永禄4年からはじまる西上野侵攻など関東方面の戦略に関わっていたと考えられている。
弘治2年（1556年）9月8日には埴科郡東天飾城を攻略し、小山田虎満（備中守）とともに城番を務める。

### 出家
『甲陽軍鑑』に拠れば、永禄2年（1559年）に晴信が出家して信玄と名乗ると、自身も剃髪して一徳斎と号したという。

### 第四次川中島の戦い
『甲陽軍鑑』によれば、永禄4年（1561年の、第4次川中島の戦いでは、嫡男・真田信綱とともに妻女山の上杉本陣への夜襲に加わっていたという。川中島の戦いの後、武田信玄は西上野侵攻を開始するが、武田氏に提訴されていた吾妻郡内での鎌原氏と羽尾氏の所領抗争は、双方が真田氏の同族でもあることから、幸綱が調停に関わっている。永禄6年（1563年）には羽尾氏を支援した上杉氏方の斎藤氏の居城・岩櫃城を、永禄8年（1565年）には嵩山城を、永禄10年（1567年）には白井城を攻略している。近年の柴辻俊六らの研究によると、嫡男・信綱と共に、武田氏の上野攻略の拠点・箕輪城代であった時期もあるようである。これは譜代衆並みの扱いである。

### 隠居
永禄10年（1567年）、病気のために家督を真田信綱に譲って隠居したとされている。このため、信玄の駿河侵攻や西上作戦には加わらず、もっぱら信濃北部及び上州方面の抑えとして活動した。

### 死去
天正2年（1574年）5月19日、戸石城で病死した。享年62。墓所は長野県上田市真田町の曹洞宗真田山長谷寺 (上田市)にある。肖像は長野県長野市松代町の長国寺 (長野市)所蔵。

## 関連作品
映像作品
- 武田信玄（1988年、NHK大河ドラマ、演：橋爪功）
- 武田信玄（1991年、TBS、演：西郷輝彦）
- 風林火山（2007年、NHK大河ドラマ、演：佐々木蔵之介）
- 天と地と（2008年、テレビ朝日、演：三浦浩一）

トレーディングカードアーケードゲーム
- 戦国大戦（2010年、アーケードゲーム、声：岡野浩介）